# Злочин агресії

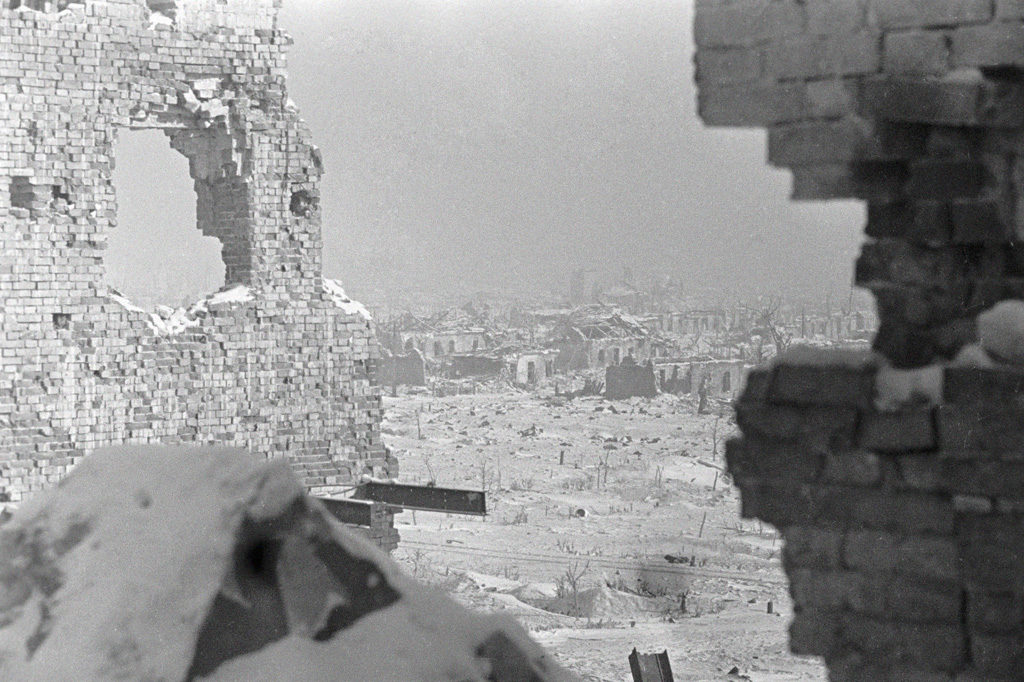
На знімку: Сталінград у руїнах, грудень 1942 року

Злочин агресії або злочин проти миру — планування, ініціювання або здійснення великомасштабного акту агресії з використанням військової сили держави.

## Визначення
Визначення та склад злочину є спірними, адже міжнародно-правовий звичай та Римський статут розходяться у визначенні агресії. Римський статут містить вичерпний перелік актів агресії, які можуть спричинити індивідуальну кримінальну відповідальність, включаючи вторгнення, окупацію, анексію із застосуванням сили, бомбардування і воєнну блокаду портів. Ці дії перетинаються з поняттям воєнної агресії. Злочинна агресія, зазвичай, ставиться в провину особам, які мають право формувати політику держави, а не тим, хто її проводить. Філософською основою злочинної агресії є теорія справедливої війни, згідно з якою війна, що ведеться за територіальне розширення, несправедлива.

## Історія
У 1928 році майже всі країни світу приєдналися до пакту Бріана — Келлоґа, який вперше оголосив війну поза законом і забороняє державам використовувати війну «як інструмент національної політики». Поняття злочину агресії сформульоване радянським юристом Ароном Трайніним після вторгнення Німеччини до Радянського Союзу під час Другої світової війни. Статут Міжнародного воєнного трибуналу передбачав кримінальну відповідальність за ведення агресивної війни, що стало основним предметом розгляду Нюрнберзького процесу. Після Другої світової війни керівників країн «Осі» судили за агресію у Фінляндії, Польщі та Китаї на наступних Нюрнберзьких процесах та Токійському процесі. Ні до, ні після цього жодна фізична особа до відповідальності за агресію не притягувалась.

## Правовий аспект
Загальновизнано, що злочин агресії існує в міжнародному звичайному праві. Ухвали та умови здійснення юрисдикції Міжнародного кримінального суду щодо цього були прийняті країнами-учасниками суду у 2010 році на Кампальській оглядовій конференції. Проте визначення агресії в Римському Статуті було сформовано як компроміс і функціонує суто всередині правового режиму Суду. Агресія визнана злочином відповідно до статутного законодавства деяких країн і може переслідуватися за судом відповідно до універсальної юрисдикції.
Агресія є одним з основних злочинів у міжнародному кримінальному праві поряд із геноцидом, злочинами проти людства та воєнними злочинами. У 1946 році Міжнародний воєнний трибунал ухвалив, що агресія є «вищим міжнародним злочином», оскільки «вона містить у собі накопичене зло [всіх інших злочинів]». Загальний консенсус полягає в тому, що агресія є злочином проти держави, яка зазнала нападу, але агресію також можна розглядати як злочин проти осіб, які були вбиті або постраждали в результаті війни.
Відповідальність за агресію може нести як фізична особа (наприклад в Міжнародному кримінальному суді) так і держава.